# Polesiska
Polesiska – część wsi Guzówka-Kolonia w Polsce położona w województwie lubelskim, w powiecie biłgorajskim, w gminie Turobin.
W latach 1975–1998 miejscowość administracyjnie należała do województwa zamojskiego.